# Lycée Marceau
Le lycée Marceau est un lycée de Chartres appartenant à la catégorie des établissements du second degré de l'enseignement public. Il a été inscrit au titre des monuments historiques le 2 mars 2000. Il inclut un ancien couvent des Cordeliers du XVIe siècle, lui-même inscrit dès 1979.  
Il se situe au 2 rue Pierre-Mendès-France, à proximité de l'église Saint-Pierre de Chartres.

## Histoire

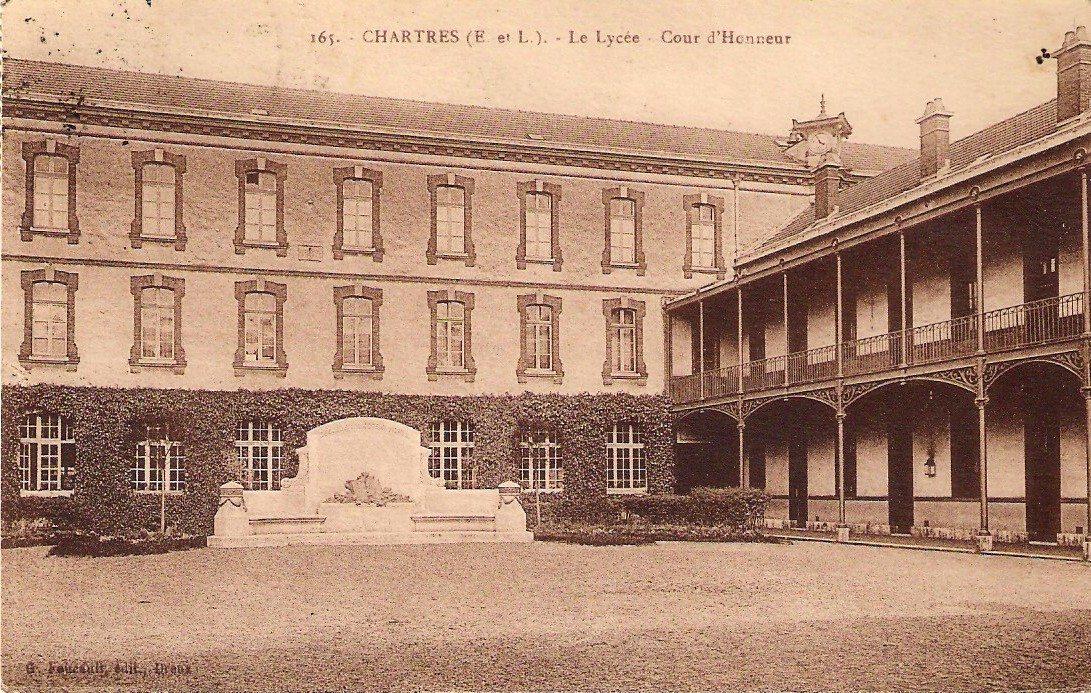
Cour d'honneur du lycée Marceau et monument aux morts.

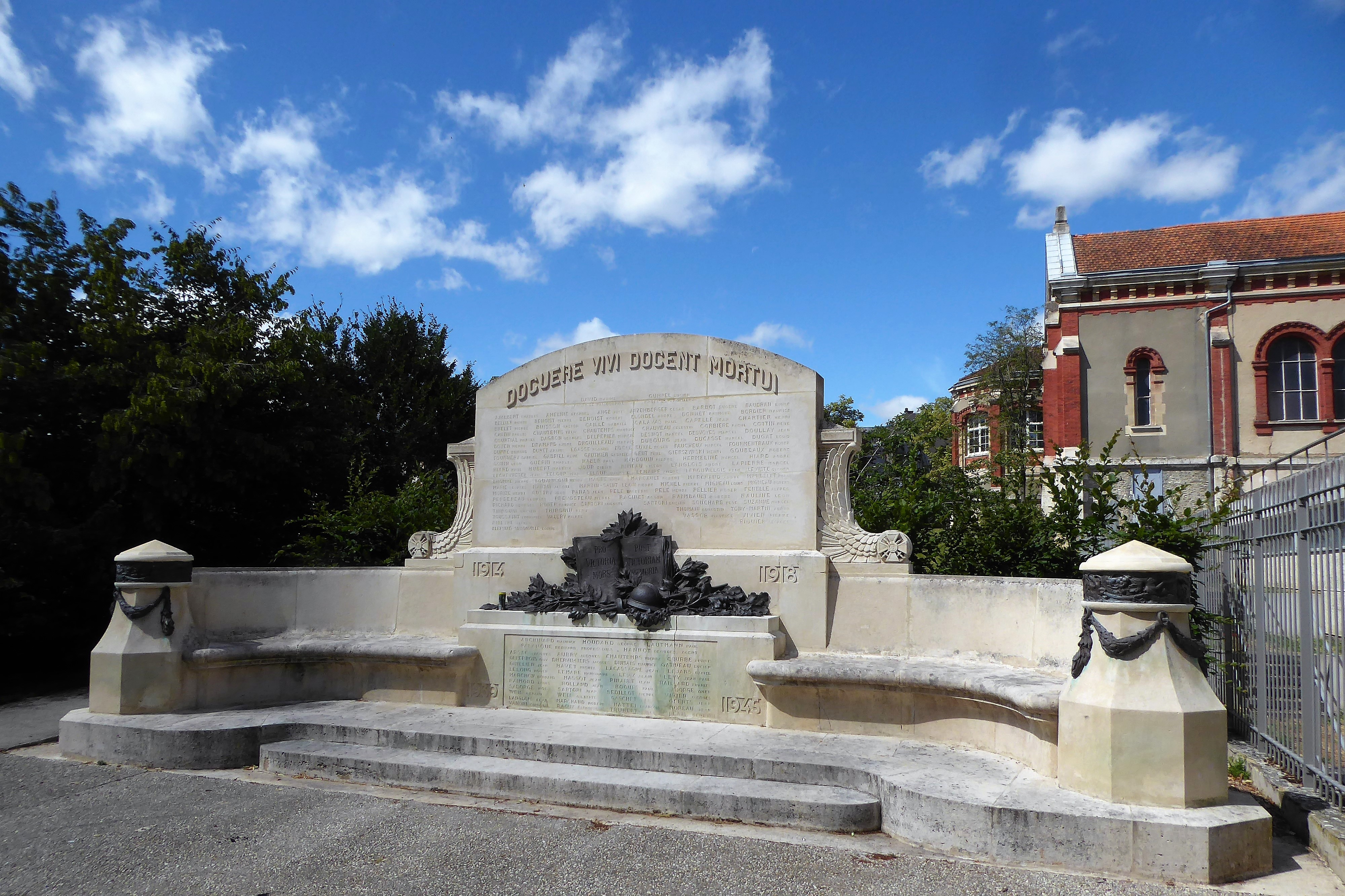
Emplacement du monument aux morts depuis octobre 2017 : « Pro victoria mors post victoriam memoria » (La mort pour la victoire, la mémoire après la victoire).

Le Collège de Chartres, fondé en 1534, s'établit en 1537 rue Muret dans la maison dite « de l'Huis-de-Fer ». Il ne tarde pas à regrouper les écoles provinciales de l'agglomération chartraine. La municipalité ne consent cependant pas au versement des subventions nécessaires au bon fonctionnement de l'établissement, de sorte que ce dernier ferme ses portes en 1534 [?]. 
En 1572, la donation faite par un riche bourgeois de Chartres, Jehan Pocquet et Michelle Haligre, sa femme, d'un vaste bâtiment appelé « le Chinche » situé au bas des jardins du palais épiscopal, paroisse Saint-André, permet la réouverture d'un établissement d'enseignement. En vertu de lettres patentes données par le roi Henri III (1574-1589) il est érigé en collège en 1587 sous la dénomination « Collège Royal de Chartres chez Pocquet »,.  
Sous la Révolution puis l'Empire, l'établissement connaît une mutation et devient en 1804 l'École secondaire communale, avant d'être rebaptisé Collège de Chartres sous la Restauration, période qui voit l'introduction progressive de disciplines agricoles. 
C'est en 1852 que naît le projet de la constitution d'un lycée. Il faut toutefois attendre 1887 pour que le projet devienne effectif. Le lycée Marceau est construit par l'architecte Alfred-Étienne Piébourg en pierres de Berchères. Il est caractéristique de l'architecture scolaire de la IIIe République. Il comporte notamment une cour d'honneur. Les bâtiments d'un étage sont bordés d'une galerie haute avec des ferronneries travaillées. Par décret du 19 juillet 1893, le lycée de Chartres prend le nom de lycée Marceau, en souvenir du général de la Révolution, élève du collège lors des années 1785. La Première Guerre mondiale est le théâtre de la transformation de l'établissement en hôpital militaire. Lors de la Seconde Guerre mondiale, l'établissement, dans lequel siègent les services administratifs allemands, accueille les élèves du lycée de jeunes filles et les normaliens. 
Des travaux d'aménagement entamés en 1963 permettent d'étendre le lycée. De nouvelles classes voient le jour à la faveur de la réfection de l'ancienne abbaye bénédictine en 1973. En 1991, une section de Mathématiques supérieures voit le jour, et initie la constitution de Classes préparatoires aux grandes écoles.

## Effectifs
Le lycée a accueilli 1 536 élèves et étudiants lors de l'année scolaire 2012-2013.
Son effectif par classe se répartit ainsi :
| Seconde | Première | Terminale | CPGE 1re année | CPGE 2e année | Total |
| ------- | -------- | --------- | -------------- | ------------- | ----- |
| 545     | 458      | 426       | 52             | 55            | 1 536 |

## Enseignements particuliers proposés
Le lycée Marceau inclut un Pôle Espoir de handball. Cette filière permet aux élèves d'alterner entre la pratique sportive et le suivi du cursus académique lycéen. Initiée et gérée par la Ligue du Centre de handball, labellisée par le ministère de la Jeunesse et des Sports, la filière handball constitue, aux termes du site de l'établissement, une section à part entière du lycée.
Le lycée Marceau comporte également deux classes de section européenne, physique-chimie et histoire-géographie. Ces filières, hautement sélectives, s'articulent autour de la dispense, de la seconde à la terminale, d'enseignements en anglais dans la matière dominante retenue. La réussite de l'épreuve orale « option européenne » à l'examen du baccalauréat, ainsi que l'obtention d'une note minimale en langue anglaise, confère automatiquement au titulaire du diplôme la mention « section européenne ». Des voyages dans des pays anglophones (Irlande, États-Unis, Royaume-Uni) peuvent être proposés aux étudiants. 
Le lycée Marceau propose également l'option russe. Cette option constitue l'occasion, pour les élèves, de se familiariser avec la culture slave. 

### Classement du lycée
En 2018, le lycée se classe 9e sur 10 au niveau départemental quant à la qualité d'enseignement, et 1236e au niveau national. Le classement s'établit sur trois critères : le taux de réussite au bac, la proportion d'élèves de première qui obtient le baccalauréat en ayant fait les deux dernières années de leur scolarité dans l'établissement, et la « valeur ajoutée » (calculée à partir de l'origine sociale des élèves, de leur âge et de leurs résultats au diplôme national du brevet).

### Classement des CPGE
Le lycée comporte deux classes préparatoires aux grandes écoles scientifiques (MP et PC).  Le classement national des classes préparatoires aux grandes écoles (CPGE) se fait en fonction du taux d'admission des élèves dans les grandes écoles. En 2022, L'Étudiant donnait le classement suivant pour les concours de 2021 :
| Filière | Élèves admis dans une grande école* | Taux d'admission* | Taux moyen sur 5 ans | Classement national | Évolution sur un an |
| --- | ----------------------------------- | ----------------- | -------------------- | ------------------- | ------------------- |
| MP / MP* | 8 / 46 élèves                       | 17.4 %            | 9.2 %                | 75e sur 148         | =                   |
| PC / PC* | 4 / 20 élèves                       | 20 %              | 3.9 %                | 51e sur 108         | =                   |
| Source : Classement 2022 des prépas - L'Étudiant (Concours de 2021). * le taux d'admission dépend des grandes écoles retenues par l'étude. En filières scientifiques, c'est un panier de 24 à 25 écoles d'ingénieurs qui a été retenu par L'Étudiant selon la filière (MP, PC, PSI, PT ou BCPST). |                                     |                   |                      |                     |                     |

## Infrastructures

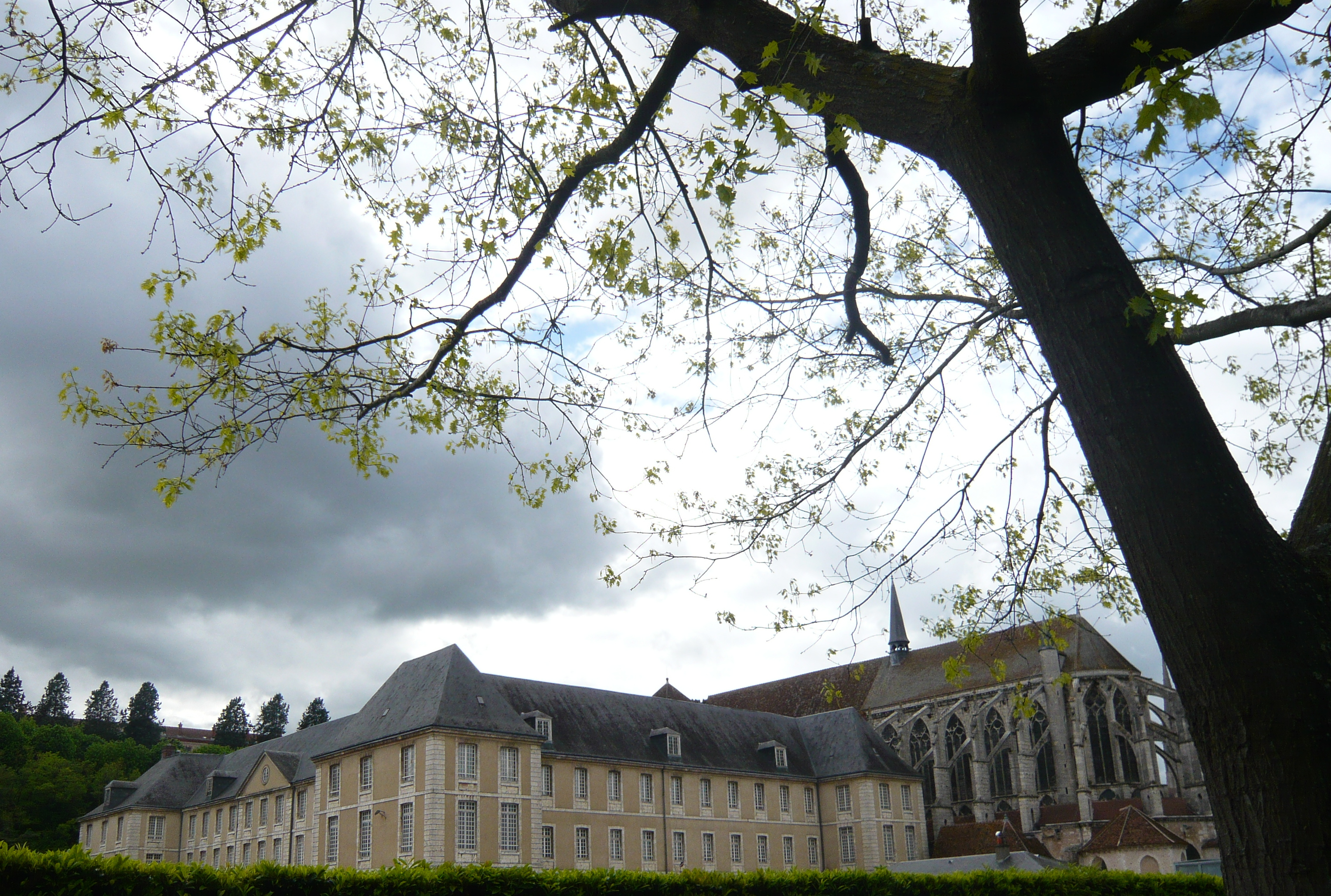
Ancienne abbaye de Saint-Père-en-Vallée.

Le lycée est composé de trois bâtiments principaux. En plus de la cour principale, l'établissement comporte également un cloître. Le bâtiment orienté vers le sud a fait l'objet d'une réfection ces dernières années. L'étage supérieur du bâtiment adjacent au cloître (4e étage) n'est pas accessible aux élèves. 

### L'abbaye
Classé MH (1916),  Inscrit MH (1929).

L'ancienne abbaye de Saint-Père-en-Vallée, reconstruite au XVIIIe siècle, est pour partie classée, pour partie inscrite au titre de monument historique. Elle jouxte l'ancienne église abbatiale Saint-Père, aujourd'hui église paroissiale Saint-Pierre de Chartres.  
Au début de la IIIe République française, l'ancienne abbaye Saint-Père est réaménagée afin d’accueillir le 3e bataillon du 102e régiment d'infanterie. Depuis 1887, l'ancien couvent des Cordeliers accueille les étudiants en sciences, jusqu'en 1971, où des travaux d'aménagement permettent d'étendre le lycée saturé. En 1973, l'ancien couvent des Cordeliers accueille l'internat du lycée, et l'ex-abbaye devenue caserne se transforme en lieu de scolarité.

## Anciens élèves et enseignants

### Anciens élèves[15]
- François Séverin Marceau (1769-1796), général de la Révolution.
- Charles-Éléonore Dufriche-Desgenettes (1778-1860), prêtre, fondateur de la confrérie du Très-Saint et Immaculé Cœur de Marie.
- François-André Isambert (1792-1857), jurisconsulte, avocat, conseiller à la Cour de cassation, député d'Eure-et-Loir, fondateur de la Société française pour l'abolition de l'esclavage
- Michel Chasles (1793-1880), mathématicien
- Narcisse-Anténor Leloup (1823-1869), auteur de Pionnier de Nouvelle-Calédonie 1863-1867[Note 1]
- Ferdinand Jumeau (1824-1885), cultivateur, sénateur d'Eure-et-Loir
- Noël Ballay (1847-1902), explorateur, gouverneur général de l'Afrique-Occidentale française
- Gustave Maroteau (1849-1875), journaliste
- Albert Dauzat (1877-1955), linguiste
- Géo Lefèvre (1877-1961), journaliste sportif
- Jean Sartori (1882-1945), militant de gauche, fondateur de l'hebdomadaire La Bonne guerre, résistant, mort en déportation[16].
- Paul Sagot (1885-1959), rugbyman
- Camille Chautemps (1885-1963), président du Conseil, ministre
- Jean Vigo (1905-1934), cinéaste[17]
- Paulette Legrand (1916-1994), enseignante
- Jean-Baptiste Duroselle (1917-1994), historien
- Michel Vovelle (1933-2018), historien moderniste[18]
- Maurice Perche (1924-2017), député d'Eure-et-Loir de 1956 à 1958[19]
- Stéphane Collaro (né en 1943), journaliste et humoriste
- Mireille Dumas (née en 1953),  productrice et animatrice de télévision
- Virginie Calmels (née en 1971), femme politique
- Magatte Wade (née en 1976), femme d'affaires sénégalaise[20]
- Valentin Porte (né en 1990), joueur de handball professionnel licencié au club de Montpellier
- Quentin Minel (né en 1992), joueur de handball professionnel licencié au club de Chambéry Savoie Mont Blanc Handball.

### Anciens enseignants
- Romain Coolus, professeur de philosophie de 1891 à 1899[21] ;
- Robert Dauvergne, professeur d'histoire et géographie de 1933 à 1938 ;
- Maxime David, professeur de philosophie de 1912 à 1914, « mort pour la France », inscrit sur le monument aux morts du lycée[22] ;
- Charles Isidore Douin, professeur de sciences naturelles de 1889 à 1920[23] ;
- Henri Hauvette, professeur de lettres de 1889 à 1893 ;
- Lucien Gumpel, professeur de lettres de 1912 à 1914, « mort pour la France », inscrit sur le monument aux morts du lycée[24] ;
- Francis Henry Taylor, professeur d'anglais de 1924 à 1925 ;
- Maurice Merleau-Ponty, professeur de philosophie de 1934 à 1935 ;
- André Chastel, professeur de lettres  de 1944 à 1945 ;
- Bernard Guenée, professeur d'histoire de 1955 à 1956 ;
- Claude-Gilbert Dubois, professeur de lettres de 1958 à 1960 et de 1962 à 1964 ;
- Bernard Beugnot, professeur de lettres de 1960 à 1962 ;
- Jean-Pierre Rioux, professeur d'histoire, partiellement durant la période 1964-1972 ;
- Henri Bresc, professeur d'histoire de 1965 à 1967.